# Pau Francisco Torres
Pau Francisco Torres (Vila-real, 16 de gener de 1997) més conegut simplement com a Pau Torres és un futbolista professional valencià que juga com a defensa central per l'Aston Villa FC. És internacional amb la selecció espanyola.
Va començar a jugar professionalment amb el Vila-real CF, equip amb el qual va jugar 173 partits i va guanyar la Lliga Europa de la UEFA de 2021; també va jugar cedit al Màlaga CF. El juliol de 2023, va signar contracte amb l'Aston Villa.
Torres va debutar amb la la selecció espanyola el 2019, i va marcar gol en el seu primer partit. Va ser convocat per disputar l'Eurocopa 2020 i el Mundial de 2022.

## Carrera esportiva
Pau va néixer a Vila-real i es va formar al planter del conjunt de la Plana Baixa. En la campanya 2016-17 va despuntar al filial del Vila-real CF, que va romandre a un sol punt dels llocs de 'play-off' d'ascens a Segona després d'una notable lliga regular. Va jugar 34 partits, tots complets i com a titular, marcant 2 gols.
La temporada 2017-18, de nou en el grup III de la divisió de bronze, va disputar 25 partits (tots de titular i complets) aconseguint el segon lloc de la lliga després del RCD Mallorca, tot i que no va poder emular el quadre balear que fet i fet pujaria a segona divisió. Va acumular sis partits més en la promoció d'ascens a Segona, en què el Vila-real B va caure en la final davant l'Elx CF
A més en aquesta mateixa temporada, Pau Torres va debutar amb el Vila-real CF a la Copa del Rei un 20 de desembre de 2016. Va ser a El Madrigal, davant el Toledo (1-1), suplint Víctor Ruiz al minut 80 de joc. El curs 2016-17 va jugar tres partits titular i complets en el torneig del 'KO', més 2 en La liga Santander i un altre a la fase de grups de la Lliga Europa de la UEFA, per a un total de 411 minuts entre totes les competicions.
L'agost de 2018 va ser cedit al Màlaga Club de Futbol de la Segona divisió espanyola de futbol per una temporada. Només es va perdre quatre partits de segonda divisió durant la seva estada a Màlaga, i l'equip va assolir els play-off d'ascens. Posteriorment, va ser cridat de tornada pel seu club matriu.
Posteriorment, Torres va consolidar el seu lloc a l'onze titular del Vila-real, jugant cada minut de lliga. L'octubre de 2019, va ser recompensat amb una pròrroga de contracte fins al 2024, i el mateix mes va marcar el seu primer gol a la màxima categoria, obrint el marcador en una victòria per 2-1 contra l'CA Osasuna.
Torres va contribuir amb nou aparicions a la Lliga Europa de la UEFA 2020-21, un torneig que va acabar amb la primera victòria europea de l'equip, sota l'entrenador Unai Emery. Torres també va jugar la final, i la tanda de penals contra el Manchester United FC després d'un empat 1–1.

### Aston Villa
El 12 de juliol de 2023, Torres va signar contracte amb l'Aston Villa FC a canvi de 31.5 milions de lliures, retrobant-se així amb l'entenador Emery. Va fer el seu debut a la Premier League el 12 d'agost, substituint el lesionat Tyrone Mings durant la primera meitat d'una eventual derrota per 5-1 contra el Newcastle United.

## Palmarès
Vila-real CF
- 1 Lliga Europa de la UEFA: 2020-21.